# Coleosoma africanum
Coleosoma africanum es una especie de araña del género Coleosoma, familia Theridiidae, orden Araneae. La especie fue descrita científicamente por Schmidt & Krause en 1995.
Fue nombrada africanum en referencia a su lugar de descubrimiento, África.

## Descripción
Mide aproximadamente 2,0 milímetros de longitud.

## Distribución
Se distribuye por la isla de Maio, en Cabo Verde, África.